# Ranasinghe Premadasa

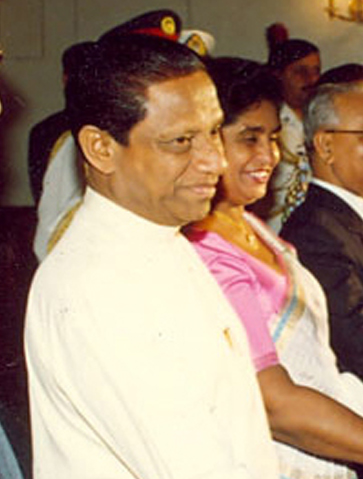
Ranasinghe Premadasa (1992)

Ranasinghe Premadasa, född den 23 juni 1924, död den 1 maj 1993, var Sri Lankas tredje president från 2 januari 1989 till sin död 1993. Innan dess var han premiärminister i den regering som leddes av J. R. Jayewardene från 6 februari 1978 till 1 januari 1989. Han mördades 1993 i Colombo av en självmordsbombare från de Tamilska tigrarna.